# Pegas Fly
Ikar Airlines LLC, che opera come Pegas Fly, è una compagnia aerea russa con sede a Krasnojarsk e base presso l'aeroporto di Krasnojarsk-Emel'janovo, ma opera la maggior parte dei voli dal suo hub all'aeroporto Internazionale di Zhukovsky.

## Storia
La società, fondata nel giugno 1993 con il marchio Ikar, gestiva una flotta di Mil Mi-8 per operazioni cargo principalmente trasportando carichi ingombranti all'esterno. Era anche responsabile del pattugliamento degli incendi boschivi nella località di Magadan in Russia.
Nel 2013, la compagnia aerea ha iniziato a noleggiare diversi velivoli civili da Nordwind Airlines e ha iniziato a operare voli charter per il tour operator russo Pegas Touristik.
Nel 2015, la compagnia aerea è stata rinominata Pegas Fly. Anche se il marchio è stato cambiato, il nome legale della società è stato mantenuto come Ikar Airlines.
Durante il 2022, la compagnia aerea sarà costretta a passare a un altro marchio, poiché i diritti di utilizzo di Pegas Fly sono scaduti e non possono essere rinnovati.

## Flotta

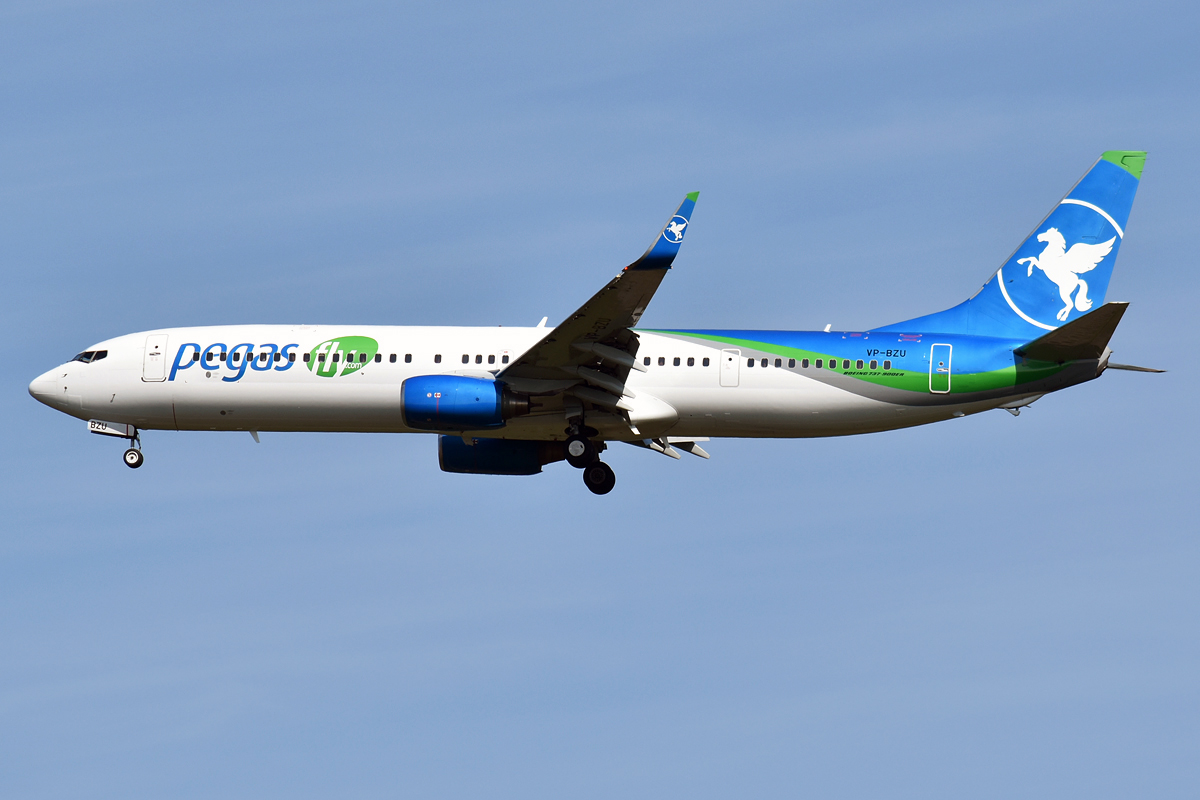
Un Boeing 737-900ER.

A dicembre 2022 la flotta di Pegas Fly è così composta: